# Calvary Chapel

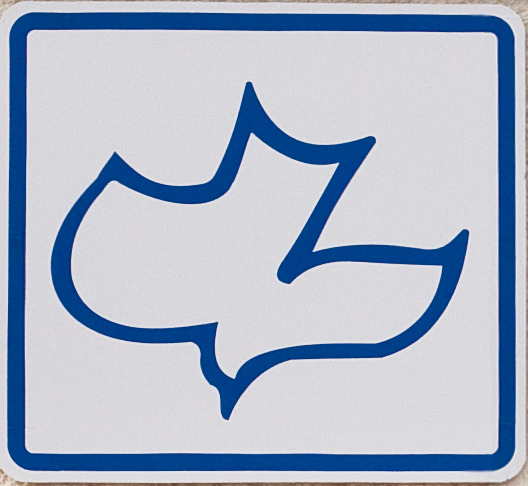
Logo vieler Calvary-Chapel-Gemeinden. Das Logo stellt eine Taube dar, die den Heiligen Geist symbolisiert.

Calvary Chapel (Kalvarienbergkapelle) ist ein nicht-denominationaler, evangelikaler Zusammenschluss von christlichen Kirchen, der seinen Ursprung 1965 in Südkalifornien genommen hat. 2017 existierten weltweit über 1.400 Gemeinden in 51 Ländern.
Die 21 Calvary-Chapel-Gemeinden in Deutschland sind evangelikale Freikirchen, die in einigen Fällen der evangelischen Allianz über die örtlichen Allianzkreise angeschlossen sind. Jede Calvary Chapel ist eine eigenverantwortliche unabhängige Gemeinde und finanziert sich in der Regel durch freiwillige Spenden der Gemeindebesucher. Der Name der Gemeinden ist von Calvary, dem englischen Namen von Golgota abgeleitet, nach dem Neuen Testament der Ort der Kreuzigung Christi (siehe auch Kalvarienberg).

## Geschichte

### In den USA
Chuck Smith arbeitete nach erfolgreichem Abschluss des L.I.F.E. Bible Collegs in Los Angeles zuerst für die Foursquare Gospel Church. Trotz seines Erfolgs in dieser Kirche fühlte er sich jedoch innerhalb der Denomination nicht wohl, woraufhin er weitere Konfessionen untersuchte, bei denen ihn gleichfalls konfessionelle Strukturen und Strategien störten.
In den frühen 1960er-Jahren amtierte Chuck Smith als Pastor einer konfessionell nicht gebundenen Gemeinde in Corona. Er verließ diese Gemeinde Ende 1965 und wurde Pastor einer kleinen kalifornischen Kirchengemeinde in Costa Mesa. Diese Gemeinde mit dem Namen Calvary Chapel bestand zu dieser Zeit aus 25 Mitgliedern und stand kurz vor der Auflösung. Smith begann, seine Predigten im Radio zu veröffentlichen, worauf die Gemeinde innerhalb von zwei Jahren auf fast 2000 Mitglieder anwuchs. Infolgedessen wurden die Radiosendungen eingestellt, da nicht genügend Platz für neue Mitglieder vorhanden war.
Als die Hippiekultur Mitte der 1960er-Jahre ihren Höhepunkt erreichte, bekam Smith durch seine jugendliche Tochter Kontakt zu jungen Christen der Jesus People aus der Hippieszene. Trotz anfänglicher Vorurteile gegenüber den Hippies stellte er einigen von ihnen sein Haus als Treffpunkt und Wohnort zur Verfügung. Der Hippie-Prediger Lonnie Frisbee gewann viele Jugendliche für Calvary.
Aus dieser Zeit stammt auch die in der Mentalität der Calvary-Chapel-Gemeinden verwurzelte „Komm-wie-du-bist“-Einstellung. Chuck Smith erkannte, dass viele Hippies von anderen Kirchen aufgrund ihres Äußeren abgelehnt wurden. Viele seiner späteren Mitarbeiter und etliche der Ältesten seiner Kirche waren Hippies aus dieser Zeit.
Im Laufe der Jahre wurden aus der Calvary Chapel in Costa Mesa heraus weltweit mehr als 700 weitere Kirchen gegründet, es gab jedoch auch Abspaltungen. Die von John Wimber gegründete Vineyard-Bewegung spaltete sich aufgrund unterschiedlicher Betonungen übernatürlicher Zeichen und Wunder von der Calvary-Chapel-Bewegung ab.
Heute gibt es weltweit etwa 1500 Calvary-Chapel-Gemeinden. Die meisten Gemeinden befinden sich in den USA, größtenteils an der Westküste.

### Im deutschsprachigen Raum
Nick Long, ehemaliger Pastor der Calvary Chapel in Siegen, kam seit 1984 mehrmals mit seiner Band nach Deutschland, um christliche Konzerte zu veranstalten. Während dieser Besuche festigte sich sein Wunsch, eine Kirchengemeinde zu gründen. 1987 zog er dann mit seiner Familie nach Siegen und begann, in einem öffentlichen Park Gottesdienste zu halten. Innerhalb der folgenden zwei Jahre entstand daraus die erste Calvary Chapel in Europa. Bis 2012 entwickelte sich die Gemeinde und deren drei Sonntagsgottesdienste waren sehr gut besucht. 2013 verließ Long mit seiner Familie aus gesundheitlichen Gründen Siegen und kehrte in die USA zurück. Sein Assistenzpastor Alexander Kruse übernahm Longs Aufgabe als Hauptpastor.
In den folgenden Jahren entstanden weitere Calvary Chapels in Deutschland, mehrere davon aus der Gemeinde in Siegen heraus. Außerdem kam es zu Gemeindeneugründungen durch die missionarische Arbeit anderer USA-Kirchen. Mittlerweile gibt es 18 Calvary-Chapel-Gemeinden in Deutschland, z. B. in Freiburg, Hannover, Stuttgart, Heidelberg, Herborn und vielen anderen Städten Deutschland, darüber hinaus auch Calvary Chapels in Österreich.

## Lehre

### Allgemein
Calvary-Chapel-Gemeinden bekennen sich zum apostolischen Glaubensbekenntnis und halten an der Inspiration der Bibel als Gottes Wort fest. Die Ausrichtung der Gemeinden bewegt sich im Rahmen von eher evangelikaler bis zu gemäßigt charismatischer Frömmigkeit.

### Der Heilige Geist
Calvary-Chapel-Gemeinden glauben an die fortdauernde Wirksamkeit der Geistesgaben. Sie akzeptieren Zungenrede und moderne Prophetien, wenn diese ausgelegt wird. Das private Praktizieren der Zungenrede geschieht häufiger.

### Taufe und Abendmahl
Calvary Chapels praktizieren die Glaubenstaufe durch Untertauchen im Wasser. Die Taufe wird nicht als heilsnotwendig, sondern als ein äußeres Zeichen der inneren Veränderung und Hinwendung (Bekehrung) zu Gott gesehen. Deshalb werden in diesen Gemeinden keine Säuglinge getauft. Babys werden gesegnet. Calvary-Chapel-Gemeinden verstehen das Abendmahl als Symbol.

### Eschatologie
Gemeinden im Verbund der Calvary Chapel treten in ihrer Eschatologie besonders für die dispensationalen und prämillennialistischen Sichtweisen ein. Sie glauben, dass die Entrückung der Kirche zuerst geschehen muss, gefolgt von der siebenjährigen Periode der Großen Trübsal, auf welche wiederum die zweite Wiederkunft Christi folgt. Man glaubt an ein tatsächliches Tausendjähriges Reich Christi auf Erden. Die Zeitangaben werden wörtlich genommen. Calvary Chapel lehnt die Substitutionstheologie ab und glaubt stattdessen, dass das jüdische Volk auch weiterhin Gottes auserwähltes Volk ist und die israelische Nation in der Endzeit eine wichtige Rolle spielt.

## Gemeindeführung
Einige Calvary Chapels betrachten sich selbst als größtenteils episkopal geführt. Calvary Chapel glaubt, dass die Bibel vier Formen der Gemeindeführung aufweist:
1. Kongregationalismus
2. Presbyterianismus
3. Episkopalismus
4. Theokratismus

Man lehnt jedoch kongregationale Gemeindeführung ab, da man der Meinung ist, dass sich dieses System im Alten Testament nicht bewährt hat und zu schlechten Entscheidungen geführt hat. Sie zitieren in diesem Zusammenhang 2. Mose 16,2  als ein Beispiel: „Und die ganze Gemeinde des Kinder Israel murrte gegen Mose und Aaron in der Wildnis“. Sie glauben, dass das Neue Testament eindeutig die presbyterianische und episkopale Leitungsform anordnet (vgl. Apg. 14,23  und 1. Tim. 3,1 ).
Viele Calvary-Chapel-Gemeinden haben eine Mischform aus Episkopalismus und Theokratie für ihr Gemeindeführungsmodell übernommen.
Der Pastor leitet die Gemeinde und ein Kreis von männlichen Ältesten beraten ihn. Die letzte Entscheidungsgewalt liegt beim Pastor der Gemeinde.
Aufgrund ihres wörtlichen Bibelverständnisses haben sie keine Frauen als Pastoren.

## Aufnahme
Die Calvary Chapel Association ist verantwortlich für die Aufnahme von Gemeinden in den Calvary-Chapel-Verbund. Eine angeschlossene Gemeinde gebraucht häufig – aber nicht notwendigerweise – den Namen „Calvary Chapel + Stadt oder Stadtteil“. Drei Voraussetzungen sind für einen Anschluss notwendig:
1. Der Pastor muss die Charakteristika der Calvary-Chapel-Bewegung – wie in den Besonderheiten einer Calvary Chapel (Calvary Chapel Distinctives) beschrieben – annehmen.
2. Die Gemeinde muss den Charakter einer Gemeinde im Sinne der Bewegung haben
3. Ein Bewerber muss die Bereitschaft zeigen, Partnerschaften mit anderen Calvary Chapel Gemeinden einzugehen.

Zur Aufnahme benötigt der Pastor keinen theologischen Abschluss. Die leitenden Pastoren einer Region üben eine Art von gegenseitiger Rechenschaftspflicht aus. Da weder gesetzliche noch finanzielle Bindungen zwischen den einzelnen Gemeinden bestehen, kann ein Ausschluss aus dem Verbund nur als disziplinarisches Prozedere aufgegriffen werden.

## Praktiken
Die allgemeine Philosophie von Calvary Chapel über den Zweck der Gemeinde gründet sich auf die Verse in Epheser 4,11–12 : „Und er hat die einen als Apostel gegeben und andere als Propheten, andere als Evangelisten, andere als Hirten und Lehrer, zur Ausrüstung der Heiligen für das Werk des Dienstes, für die Erbauung des Leibes Christi.“ Chuck Smith hat angemerkt, dass die Gemeinde dazu dient, Gott Ehre zu erweisen und als sein Instrument für Dienste zu wirken, und im weiteren Sinne die Gemeinde für diese Dienste auszurüsten. Ziel ist es, durch biblische Lehre die Gemeindeglieder zu einem glaubensstarken Leben und zum Dienst in der Gemeinde und Gesellschaft auszurüsten.
Die zentrale Stellung der Bibel bildet die für Calvary Chapel wohl bedeutendste Praxis. Calvary-Chapel-Pastoren tendieren dazu, auslegende Predigten thematischen vorzuziehen und lehren häufig abschnittsweise von Genesis bis zur Offenbarung durch die Bibel (lectio continua).
Viele Calvary-Chapel-Gemeinden bieten altersspezifische Gruppen für Kinder während des Gottesdienstes an (zum Beispiel 0–3 Jahre, 3–7 Jahre, 7–12 Jahre, Teen- und Jugendgruppen). Diese werden meist von ehrenamtlichen Mitarbeitern im wöchentlichen Wechsel geleitet. Viele Mitglieder sehen dies als eine Möglichkeit, Jüngeren christliche Werte, die Liebe Christi und altersgerechte Bibellehre weiterzugeben, während sich die Erwachsenen gleichzeitig auf Anbetung, Gemeinschaft und Predigt konzentrieren können.
Lobpreis und Anbetung bestehen meist aus zeitgenössischer christlicher Musik. Der Stil der Anbetungsmusik ist meist auf die Gottesdienstbesucher angepasst.
Die meisten Calvary-Chapel-Gemeinden haben kein festes Mitgliedersystem. Eine Calvary Chapel als seine „Heimatgemeinde“ zu bezeichnen, bedeutet in der Regel, diese regelmäßig zu besuchen und Teil der Gemeinschaft, Gruppen und Dienste zu sein. Calvary Chapel verlässt sich in hohem Maße auf die Mitwirkung und Mitbestimmung von Laien in den verschiedenen Diensten der Gemeinde und fördert dies auch gezielt.

## Calvary Chapel Bible College
Technisch gesehen betreibt Calvary Chapel nur eine Bibelschule, das Calvary Chapel Bible College (CCBC) mit Sitz im kalifornischen Murrieta. Allerdings gibt es weltweit über 50 Nebencampus. Einige der Nebencampus bieten nur ein eingeschränktes Programm an. Nach der Gründung im Jahre 1975 bot man ursprünglich nur ein intensives Kurzzeitprogramm an, mit der Zeit entstand jedoch ein zweijähriges Schulungsprogramm mit einem Abschlusszertifikat über den „Associate in Theology degree“, einem amerikanischen Abschluss, der meist in Europa nicht anerkannt wird. Weiter kann auch ein Bachelor in Biblischen Studien erreicht werden, dies ist jedoch von der Vorbildung des Studenten abhängig. Unabhängig vom zu erreichenden Abschluss bleiben die Voraussetzungen für das Collegeprogramm gleich.
Seit einiger Zeit bietet der Campus in Costa Mesa auch einen Masterabschluss an. Das College fordert keine Akkreditierung. Dies erlaubt es, Calvary-Chapel-Lehrplan und Inhalte festzulegen sowie Lehrer ohne einen entsprechenden Abschluss zu beschäftigen.

## Calvary-Chapel-Gemeinden im deutschsprachigen Raum
Der Name der jeweiligen Gemeinde ist in der Regel die Bezeichnung „Calvary Chapel“ gefolgt vom Ortsnamen.

### Deutschland
In Deutschland gibt es derzeit 21 Calvary-Chapel-Gemeinden.

### Österreich
In Österreich gibt es derzeit vier Calvary-Chapel-Gemeinden.

### Schweiz
In der Schweiz gibt es derzeit eine Calvary-Chapel-Gemeinde in Sankt Gallen.

## Film
- Frisbee: The Life And Death Of a Hippie Preacher von David Di Sabatino[22] (Jester Media Produktion)
- A Venture in Faith – History and Philosophy of the Calvary Chapel Movement[23]
- What God Hath Wrought: Pastor Chuck Smith and the Jesus Revolution preisgekrönter Dokumentarfilm von Juergen Peretzki und Stacey Peretzki[24]